# الجيش العربي (الحرب العالمية الأولى)

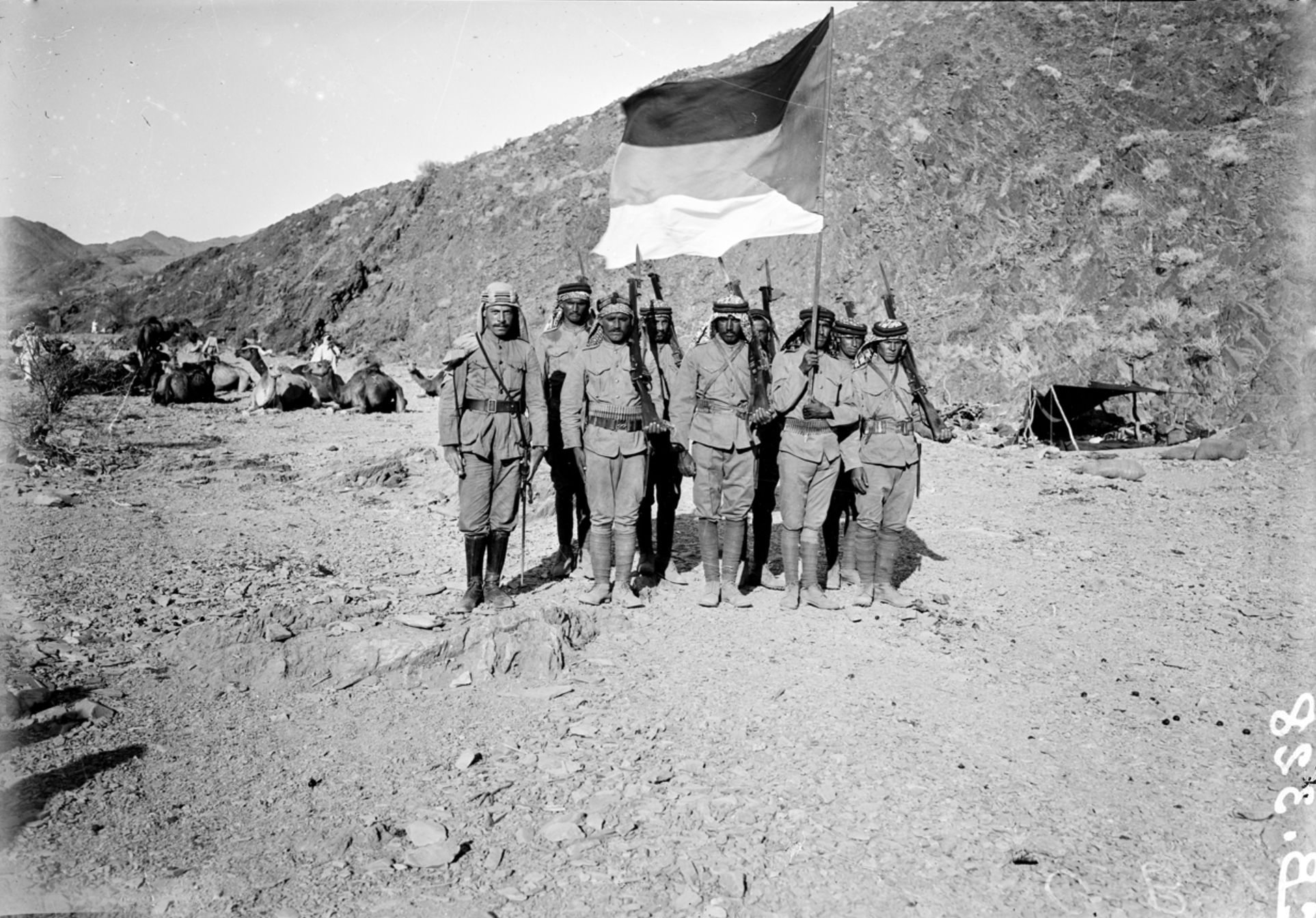
الجيش العربي في إحدى الصحاري العربية.

كون الجيش العربي في مملكة الحجاز بشبه الجزيرة العربية خلال فترة الحرب العالمية الأولى، وبدأت عام 1916م بالثورة العربية ضد الدولة العثمانية وأنتصرت القوات العربية المدعومة من بريطانيا .